# هیولا (ترانه شان مندز و جاستین بیبر)
«هیولا» (انگلیسی: Monster) ترانه‌ای از خواننده‌های کانادایی شان مندز و جاستین بیبر است. این دو خواننده ترانه را با دانیل سزار، مصطفی د پوت و همراه با تهیه‌کننده‌اش، فرانک دوکس نوشتند. این ترانه در ۲۰ نوامبر ۲۰۲۰ ازطریق آیلند رکوردز و دف جم رکوردینگز به عنوان دومین تک‌آهنگ از چهارمین آلبوم استودیویی مندز، تعجب (۲۰۲۰) منتشر شد.